# Aldo Nicoli
Aldo Nicoli (Bologna, 24 novembre 1953) è un allenatore di calcio ed ex calciatore italiano.

## Carriera

### Giocatore
Cresciuto calcisticamente nel settore giovanile dell'Inter, Nicoli esordisce in prima squadra nel giugno del 1973 nel ruolo di centrocampista. Dopo l'annata 1974-75 disputata da titolare coi nerazzurri (26 presenze), a fine stagione passa tra le file del Foggia, in Serie B, con cui conquista immediatamente la promozione in Serie A. Trascorre altre due stagioni con il club pugliese in massima serie, prima di passare alla Lazio.
Con la squadra biancoceleste Nicoli disputa tre campionati, dal 1978 al 1981 e viene ricordato nella memoria dei tifosi per il gol segnato il 18 marzo 1979 durante il derby capitolino, che valse la vittoria della Lazio sulla Roma per 2-1. Il 6 maggio 1979 Nicoli subisce tuttavia, nell'incontro esterno contro il Perugia un gravissimo infortunio che ne compromette il prosieguo della carriera, Disputa infatti solamente cinque incontri della stagione 1979-80 e addirittura nessuno nell'annata successiva, coi biancocelesti in Serie B.
Nell'estate 1981 il centrocampista passa al Pescara, in Serie B, dove riesce a scendere in campo in 11 occasioni. Al termine di quella stagione termina anzitempo la carriera calcistica a causa dei postumi dell'infortunio.
In carriera ha totalizzato complessivamente 104 presenze e 4 reti in Serie A e 30 presenze in Serie B.

### Allenatore
Ha allenato tutte le categorie giovanili a livello di Settore Dilettanti, collezionando numerosi successi. Nel 1992 ha vinto il Campionato Nazionale di Calcio Femminile come allenatore dell'ACF Milan. 
Ha avuto esperienze anche in Eccellenza e Promozione, pur privilegiando sempre l'attività lavorativa nell'azienda famigliare. Ha vinto anche un Campionato Nazionale Forense alla guida della squadra del Foro di Milano.

## Palmarès

### Allenatore
- 1  Scudetto

ACF Milan: 1991-1992

## Attività imprenditoriale
Abbandonato il calcio giocato, Nicoli intraprese un'attività imprenditoriale (oggi Nicoli Metalli Srl), pur continuando ad occuparsi marginalmente di calcio dilettantistico e giovanile.